# Copándaro de Galeana
Copándaro de Galeana är en kommunhuvudort i Mexiko.   Den ligger i kommunen Copándaro och delstaten Michoacán de Ocampo, i den södra delen av landet, 220 km väster om huvudstaden Mexico City. Copándaro de Galeana ligger 1 847 meter över havet och antalet invånare är 3 498.
Terrängen runt Copándaro de Galeana är kuperad söderut, men norrut är den platt. Runt Copándaro de Galeana är det ganska tätbefolkat, med 179 invånare per kvadratkilometer. Närmaste större samhälle är Cuitzeo del Porvenir, 11,4 km nordost om Copándaro de Galeana. I omgivningarna runt Copándaro de Galeana växer huvudsakligen savannskog.